# Jake Cherry
Jake Cherry (* 15. September 1996 in New Jersey) ist ein US-amerikanischer Schauspieler, der vor allem durch seine Rollen als Nick in Nachts im Museum und dessen Fortsetzung Nachts im Museum 2 sowie als Edie Britts Sohn Travers in Desperate Housewives bekannt wurde. Außerdem spielt er an der Seite von Catherine Zeta-Jones in dem Film Lieber verliebt und hatte kleinere Nebenrollen in den Filmen Duell der Magier, an der Seite von Nicolas Cage, und The Son of No One. Außerdem spielte er in Criminal Minds mit.

## Filmografie (Auswahl)
- 2003–2004: Blue’s Clues – Blau und schlau (Blue’s Clues, Fernsehserie, 2 Folgen)
- 2004: Kat Plus One
- 2004: Third Watch – Einsatz am Limit (Third Watch, Fernsehserie, 1 Folge)
- 2004: Miracle Run
- 2005: Head Cases (Fernsehserie, 5 Folgen)
- 2006: Freunde mit Geld (Friends with Money)
- 2006: Bones – Die Knochenjägerin (Bones, Fernsehserie, 1 Folge)
- 2006: Nachts im Museum (Night at the Museum)
- 2007: Desperate Housewifes (Fernsehserie, 5 Folgen)
- 2007: 4400 – Die Rückkehrer (The 4400, Fernsehserie, 1 Folge)
- 2008: Pretty/Handsome
- 2009: Dr. House (House M.D., Fernsehserie, 1 Folge)
- 2009: Lieber verliebt (The Rebound)
- 2009: Criminal Minds (Fernsehserie, 1 Folge)
- 2009: Nachts im Museum 2 (Night at the Museum: Battle of the Smithsonian)
- 2010: Duell der Magier (The Sorcerer’s Apprentice)
- 2011: The Son of No One
- 2012: Transit
- 2015: Blue Bloods – Crime Scene New York (Blue Bloods, Fernsehserie, 1 Folge)